# Aiouea obscura
Aiouea obscura van der Werff, es una especie perteneciente a la familia Lauraceae. 

## Hábitat
Es endémica de  Costa Rica donde se produce en el Pacífico al sur de las laderas, al sureste de Palmar Norte.

## Fuente
- World Conservation Monitoring Centre 1998.  Aiouea obscura.   2006 IUCN Red List of Threatened Species.   Bajado el 20-8-07